# Campionatul Mondial de Handbal Feminin din 1957
Prima ediție a Campionatului Mondial de Handbal Feminin a avut loc în perioada 13-20 iulie 1957 în Iugoslavia. Cehoslovacia a câștigat campionatul după ce a învins în finală echipa Ungariei cu scorul de 7 - 1 și a cucerit primul titlu de campioană mondială.

## Clasament final
| Poz. | Echipă       |
| ---- | ------------ |
| 1    | Cehoslovacia |
| 2    | Ungaria      |
| 3    | Iugoslavia   |
| 4    | RFG          |
| 5    | Danemarca    |
| 6    | Austria      |
| 7.   | Polonia      |
| 8    | Suedia       |
| 9    | România      |

Echipa campioanei mondiale
Anna Capová, Vera Aschenbrenerová, Vlasta Čiháková, Jana Houšková, Stáňa Kučerová, Květa Marzinová, Květa Janečková, Pavla Bartáková, Věra Dvořáková, Blanka Kotlínová, Jana Maléřová, Veronika Schmiederová
Antrenorii: Karel Hošťálek, Ladislav Gross